# Bogdănești (gmina Fălciu)
Bogdănești – wieś w Rumunii, w okręgu Vaslui, w gminie Fălciu. W 2011 roku liczyła 542 mieszkańców.